# Milla Jovovich
Milica Bogdanovna Jovovich (en ruso: Ми́лица Богда́новна Йо́вович; Kiev, 17 de diciembre de 1975), conocida artísticamente como Milla Jovovich, es una actriz, supermodelo, directora de cine, diseñadora de moda y empresaria estadounidense de origen ruso.
Ha interpretado papeles en varias películas de ciencia ficción y de acción. También ha actuado junto a reconocidos actores, como Bruce Willis, Faye Dunaway, Ben Stiller, Robert De Niro, Edward Norton, Pierce Brosnan, Angela Bassett, entre otros.
Jovovich comenzó su carrera de modelo a los once años, cuando Richard Avedon la presentó en los anuncios de Revlon, Las mujeres más inolvidables del mundo, y continuó su carrera con otras campañas notables para cosméticos L'Oréal, Christian Dior, Donna Karan y Versace. En 1988, tuvo su primer papel profesional en la película para televisión Night Train to Kathmandu, y ese mismo año actuó en su primer largometraje: Two Moon Junction. Después tuvo más apariciones en series de televisión como Fair Exchange (1989), y en el mismo año un papel de una jovencita francesa (en ese entonces con solo 14 años) en la serie Married with Children, además de otros personajes en pequeñas producciones cinematográficas. Ganó notoriedad con la película romántica Return to the Blue Lagoon (1991), la secuela de The Blue Lagoon.
Apareció en 1993 en Dazed and Confused junto a Ben Affleck y Matthew McConaughey y en el Biopic sobre la vida de Charles Chaplin Chaplin. Posteriormente Jovovich actuó junto a Bruce Willis en la película de ciencia ficción El quinto elemento (1997), y protagonizó The Messenger: The Story of Joan of Arc (1999). En 2002, protagonizó la adaptación del videojuego Resident Evil, que dio lugar a seis películas: Resident Evil (2002), Resident Evil: Apocalypse (2004), Resident Evil: Extinction (2007), Resident Evil: Afterlife (2010), Resident Evil 5: Retribution (2012) y Resident Evil 6: The Final Chapter (2017).
Además de su carrera como modelo y actriz, Jovovich lanzó un álbum musical, The Divine Comedy en 1994. Además continúa publicando demos de otras canciones en su página web oficial y contribuye con las bandas sonoras de películas, sin embargo Jovovich aún no ha lanzado otro álbum. En 2003, ella y la modelo Carmen Hawk crearon la línea de ropa Jovovich-Hawk, que cesó sus operaciones a principios de 2008. En su tercera temporada antes de su desaparición, las piezas se podían encontrar en Fred Segal en Los Ángeles, Harvey Nichols, y en más de 50 tiendas en todo el mundo. Jovovich también tiene su propia compañía productora, Creature Entertainment.

## Primeros años
Milla nació en Kiev en la RSS de Ucrania, por aquel entonces parte constituyente de la Unión Soviética, hija única de  Bogdan Jovovich, un pediatra serbio y Galina Lóguinova, una actriz de teatro rusa.
La familia paterna de Milla era adinerada, provienen de Zlopek, cerca de Pec, en la parte noroeste del valle de Dukagjini. Su bisabuelo paterno, Bogic Camic Jovovic, noble, fue cabeza del clan Vasojevici, así como oficial de la guardia real del rey Nicolás I de Montenegro; la esposa de su bisabuelo se llamaba Milica, de quien Milla recibió el nombre tiempo después. Su abuelo paterno Bogdan Jovovic fue comandante en la zona militar de Pristina, y más tarde investigó las finanzas en las áreas militares de Skopie y Sarajevo, donde descubrió el desfalco masivo de oro; fue castigado por negarse a delatar a un amigo involucrado en el crimen. Más tarde, el gobierno lo encarceló por un tiempo breve en Goli Otok por negarse a testificar. Cuando temía ser arrestado de nuevo, huyó a Albania, y más tarde se trasladó a Kiev. Una versión diferente de la historia afirma que fue él quien se llevó el oro. El padre de Milla, Bogich, se unió más tarde a Bogdan en Kiev, donde él y su hermana se graduaron en medicina. En 2000, su abuelo, Bogdan Jovovic, murió en Kiev.
En 1980, cuando Milla tenía cinco años, su familia abandonó la Unión Soviética por motivos políticos y se mudó a Londres. Posteriormente vivieron en Sacramento (California) antes de establecerse en Los Ángeles siete meses después; los padres de Milla se divorciaron tiempo después.
Jovovich asistió a escuelas públicas poco después de llegar a los Estados Unidos, y adquirió fluidez en el inglés en tres meses. En la escuela, muchos de los estudiantes solían burlarse de ella porque había emigrado de la Unión Soviética durante la Guerra Fría. Jovovich dijo: «me llamaron comunista y espía rusa; nunca, nunca fui aceptada por el grupo». A los 12 años, en el séptimo grado, Jovovich dejó la escuela para centrarse en el modelaje. Admitió ser rebelde en sus años de adolescencia, haberse involucrado con las drogas, cometido vandalismo en un centro comercial y fraude con tarjetas de crédito. En 1994 se convirtió en ciudadana estadounidense.

## Carrera como modelo

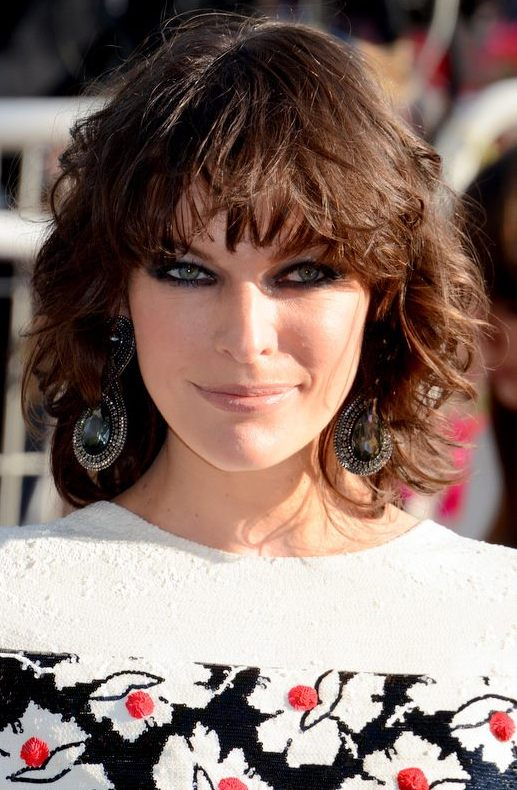
Milla Jovovich en el Festival de Cannes de 2013

A la edad de nueve años, empezó a acudir a audiciones de modelaje, y consiguió un contrato con la agencia de modelos Prima. A los once años, Jovovich fue observada por el fotógrafo Richard Avedon. Avedon era responsable de mercadotecnia de Revlon en aquel momento, y seleccionó a Jovovich para aparecer con las modelos Alexa Singer y Sandra Zatezalo en los anuncios de Revlon Mujeres más inolvidables del Mundo. En 1987, los fotógrafos Gene Lemuel y Pedro Duque la fotografiaron a los doce años de edad, y Lemuel más tarde mostró las fotografías a Herb Ritts. Impresionado, Ritts las utilizó para la portada de octubre de 1987 de la revista de moda italiana Lei. Esta fue la primera de sus muchas portadas. En 1988, hizo su primer contrato de modelo profesional. Jovovich fue una de las otras modelos que estuvo involucrada en la controversia por la utilización de la industria a modelos demasiado jóvenes. 
Más tarde Jovovich llegó a la portada de The Face, que dio lugar a nuevos contratos y portadas de Vogue y Cosmopolitan. Desde entonces, ha aparecido en más de cien portadas de revistas, incluyendo Seventeen, Mademoiselle, Glamour, Harper's Bazaar, y InStyle. Su carrera como modelo han incluido diversas campañas para Banana Republic, Christian Dior, Damiani, Donna Karan, Gap, Versace, Calvin Klein, DKNY, Coach, Giorgio Armani, H&M, y Revlon. Desde 1998, Jovovich ha sido un «vocera internacional» de los cosméticos L'Oréal. También tuvo un cameo de menor importancia en la novela Bret Easton Ellis Glamorama, una sátira de la obsesión de la sociedad con las celebridades y la belleza.
En un artículo publicado en 2002, se le dice que Miuccia Prada y en un artículo publicado en 2003, Harpers & Queen afirmó a Jovovich que el diseñador Gianni Versace la nombrara «Mi supermodelo favorita». En el año 2004, Jovovich encabezó la lista de la revista Forbes de las Supermodelos más ricas del mundo, con unos ingresos de unos 10,5 millones de dólares. En 2006, Jovovich fue contratada por la línea de ropa Mango como su imagen para sus campañas publicitarias; también pudo ser vista en los anuncios de Etro. Se ha señalado que «modelar nunca fue su prioridad» y le permite «ser selectiva sobre las decisiones creativas que toma». Actualmente es rostro de la firma italiana de lujo Zegna, y es protagonista del calendario Campari.

## Carrera como actriz

### Primeros trabajos (1985–1992)
La madre de Milla la había «criado para ser una estrella de cine» y en 1985 la matriculó en la Professional Actors School en California.
En 1988 apareció en su primer papel profesional en la película para televisión Night Train to Kathmandu como Lily McLeod. Más tarde ese año hizo su debut en una película teatral con un pequeño papel, como Samantha Delongpre, en el thriller romántico Two Moon Junction. Después de papeles en series de televisión como Paraíso (1988) y Parker Lewis Can't Lose (1990), Jovovich fue elegida protagonista, como Lilli Hargrave, en Regreso al lago azul (1991). Esta secuela de The Blue Lagoon (1980) la puso como antagonista a Brian Krause. Regreso al lago azul llevó a comparaciones entre ella y la niña modelo convertida en actriz, Brooke Shields (que había participado en el original) - Jovovich fue llamada a menudo por la prensa la Brooke Shields eslava. El papel también generó su controversia, así como Shields la tuvo en The Blue Lagoon, por aparecer desnuda a una edad tan joven. Por su interpretación de Lili, Jovovich fue nominada para «Mejor protagonista joven en una película», en los Young Artist Awards de 1991, y también en ese año como «Peor nueva estrella» en los Golden Raspberry Awards. 
En 1992, Jovovich coprotagonizó con Christian Slater la comedia Kuffs. Más tarde, ese año, interpretó a la actriz Mildred Harris en la película biográfica Chaplin.
En 1993 Jovovich apareció en la película de culto de Richard Linklater Dazed and Confused, en la que interpretó a Michelle Burroughs, la novia en pantalla para Pickford (interpretado por su entonces novio de la vida real Shawn Andrews). Jovovich estuvo muy destacada en el material promocional de la película; sin embargo, al estreno de la película, estaba molesta por encontrar que su papel fue muy recortado respecto al guion original. La mayor parte de las escenas de Jovovich fueron filmadas en el último día del rodaje; sin embargo, fue mal informada de la fecha, y en última instancia, solo tuvo una línea de guion en la película, «No», además de cantar una estrofa de The Alien Song de su álbum The Divine Comedy.

### Ascenso (1994–2001)

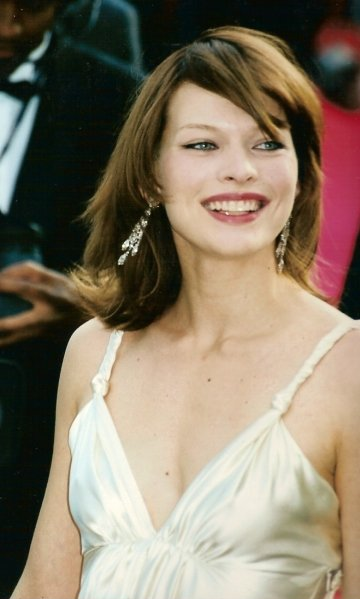
Jovovich en el Festival Internacional de Cine de Cannes de 2000.

En 1996, un extracto de la publicidad del perfume Escape de Calvin Klein aparece en la película The Mirror Has Two Faces de Barbra Streisand. Jovovich volvió a actuar en 1997, con un papel principal en la película dirigida por Luc Besson El quinto elemento, junto a Bruce Willis y Gary Oldman. Interpretó a Leeloo, una extraterrestre que era el «ser perfecto». Jovovich dijo que «trabajó como en un infierno: sin ensayos con su banda, sin clubes, sin nada» para adquirir el papel e impresionar a Besson; más tarde se casaron el 14 de diciembre de 1997, pero se divorció en 1999. Tomó parte en ocho meses de clases de interpretación y prácticas del karate antes del rodaje. Jovovich también cocreó y dominó un lenguaje de más de 400 palabras exóticas para su papel. Llevaba un traje que llegó a ser conocido como traje «venda-ACE», un traje revelador hecho de vendajes médicos diseñados por Jean-Paul Gaultier. El quinto elemento fue seleccionada como la película de apertura para el Festival de Cannes de 1997 y su taquilla, en todo el mundo, en cifras brutas, recaudó más de 263 millones de dólares, más de tres veces su presupuesto de 80 millones. El quinto elemento fue a menudo alabado por su estilo visual y el vestuario único. Jovovich fue nominada a Actriz favorita revelación en los premios Blockbuster Entertainment y «Mejor pelea» en los MTV Movie Awards. Jovovich fue imagen de Leeloo en un videojuego y una figura de acción prevista, pero la figura nunca fue lanzada debido a problemas de licencia. En una entrevista en 2003, Jovovich dijo que Leeloo era su papel favorito para interpretar.
En 1999, Jovovich regresó al género de acción interpretando el papel principal en Juana de Arco, reuniéndose con su director Luc Besson. Apareció con armadura en varias extensas escenas de batalla, y se dejó cortar el pelo para el papel. Jovovich recibió buenas críticas por su buen desempeño. The Messenger: The Story of Joan of Arc se comportó moderadamente bien en taquilla; obtuvo 66 millones de dólares en todo el mundo. Luego, en 2000, Jovovich apareció como la atribulada Eloise en The Million Dollar Hotel, una película basada en un concepto de Bono, de la banda U2, y Nicholas Klein. Dirigida por Wim Wenders, Jovovich la protagonizó junto a Jeremy Davies y Mel Gibson, además de dar voz a la banda sonora de la película. Posteriormente, interpretó a la dueña de un bar, Lucía, en la película británica del oeste The Claim (2000), y Katinka la mala en la comedia Zoolander (2001).

### Éxito internacional (2002–2006)

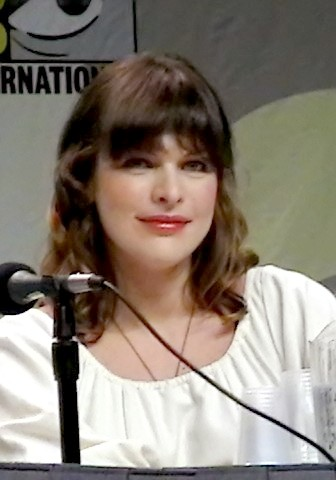
Jovovich en el Convención Internacional de Cómics de San Diego de 2007.

En 2002, Jovovich protagonizó la película de terror y cine de acción Resident Evil, lanzada en los Estados Unidos el 15 de marzo de 2002. Basada en la serie de videojuegos de Capcom de igual nombre, interpretó a Alice, la heroína de la película que lucha contra una legión de zombis creados por la Corporación Umbrella. Jovovich aceptó el papel de Alice, porque ella y su hermano habían sido fanes de la franquicia de videojuegos, diciendo: «Era emocionante para mí solo con verlo jugar, nos sentábamos todos los días y podíamos estar 5 horas jugando a este juego». Jovovich interpretó todas las escenas peligrosas necesarias en la película, a excepción de una que suponía un salto a una plataforma de cemento, que los productores consideraron demasiado peligrosa, y se entrenó en kárate, kickboxing y lucha. La película fue un éxito comercial; recaudó 17 millones de dólares en su primera semana, y ganó 40 millones de dólares a nivel nacional, como a nivel mundial 102 millones de dólares. Más tarde, interpretó a la manipuladora esposa de pandillas Erin en No Good Deed (2002), Nadine en la comedia romántica You Stupid Man (2002), la punk roquera Fangora, Fanny, en Dummy (2003), y es siempre una voz invitada en la serie de televisión King of the Hill. El papel de Fangora en Dummy, permitió a Jovovich actuar en el cine con el ganador del Óscar, Adrien Brody, que era su amigo antes de la filmación. Para Jovovich fue fácil identificarse con este papel porque se sentía como Fangora; a diferencia de los personajes anteriores, poseía cualidades similares a la propia vida de la actriz. 
En 2004, Jovovich volvió a interpretar el papel de Alice en la secuela de Resident Evil, Resident Evil: Apocalypse. El papel requería formarse tres horas al día para luchar. Además de los tres meses antes de la filmación en la que había «entrenamiento de tiro, artes marciales, todo». Apocalipsis recibió reacciones aún más negativas de los críticos que la primera película. Tras el estreno, Jovovich no estaba satisfecha con los resultados y el esfuerzo del director Alexander Witt. Señaló durante una entrevista ese año que sus películas de acción mostraban la parte comercial de su carrera, mientras que actuaba en «las películas independientes que nunca sobresalieron» para calmar su lado artístico, y «es un buen equilibrio». Al año siguiente, apareció en un fallido tráiler para una adaptación de Calígula de Gore Vidal como Drusilla. En 2006, la película de Jovovich, thriller de ciencia ficción Ultraviolet, fue lanzada el 3 de marzo. Jovovich también protagonizó la película .45, como Kat, la novia movida por la venganza de un comerciante ilegal de drogas y armas, interpretado por el actor y DJ inglés Angus MacFayden.

### Últimos proyectos (2007–presente)

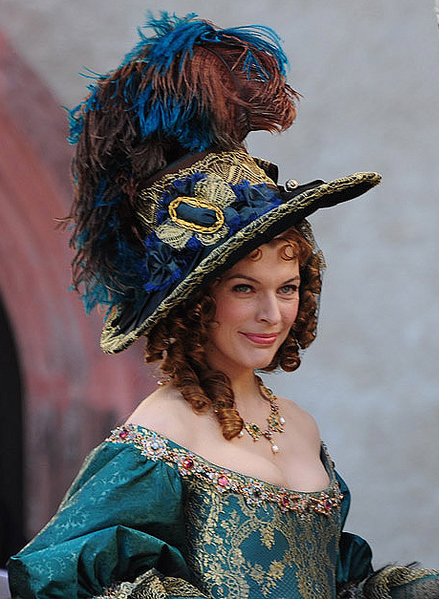
Milla en Los tres mosqueteros.

En 2007, Jovovich repitió su papel como Alice en Resident Evil: Extinction (donde conoció a su actual amiga Ali Larter), la tercera de la serie Resident Evil. La película recaudó en Estados Unidos 24 millones de dólares en 2828 salas de cine en su primera semana, superando a la taquilla bruta para esa semana. Comenzó más fuerte que su predecesora, Resident Evil: Apocalypse, que se abrió con 23 millones de dólares en 3284 salas (más de 450 que en Extinción). 
Jovovich se preparó para representar Amalia Bezhetskaya en Azazel en 2007, sin embargo, con el anuncio de su embarazo a principios de ese año, la película se pospuso hasta el verano de 2008. También en 2009, Jovovich protagonizó A Perfect Getaway con Kiele Sánchez, Timothy Olyphant, Marley Shelton y Steve Zahn. La película es un thriller sobre una pareja de recién casados (Milla y Zahn) en su luna de miel en Hawái. El rodaje comenzó la primavera de 2008. 
Jovovich estaba llamada a interpretar a Lucía, la esposa de un pirómano encarcelado (interpretado por Edward Norton) en Stone, un thriller psicológico protagonizado por Robert De Niro. El rodaje comenzó en mayo de 2009, en el recientemente clausurado Southern Michigan Correctional Facility en Jackson, Míchigan.
Jovovich también hizo el papel de la Dra. Abigail Tyler en una película thriller basada, supuestamente, en hechos reales: The fourth kind. En una entrevista, Jovovich dijo que no iba a aparecer en otra película de acción «en mucho tiempo», expresando el deseo de representar los papeles más diversos. Pero finalmente en el 2010 se estrenó Resident Evil: Afterlife la cuarta película de la saga Resident Evil, donde no solo actuó para el papel de Alice, también para los miles de clones que en ella tiene. Además, es la primera de la saga en ser filmada con tecnología digital 3D.
Debido al éxito en taquilla, Jovovich nuevamente actuó en la siguiente entrega de la saga llamada Resident Evil: Venganza la cual en octubre de 2011 comenzó a ser rodada en Toronto. Se estrenó a finales de septiembre de 2012, también en tecnología 3D.
Volvió nuevamente a actuar en la siguiente entrega de la saga, Resident Evil: The Final Chapter, de 2017. Es la sexta y última película de la saga de Resident Evil, de la que está basada libremente en Resident Evil de Capcom. Los protagonistas de la película son: Milla Jovovich, Ali Larter, Shawn Roberts, Ruby Rose, Eoin Macken, William Levy y Iain Glen.

## Diseñadora de moda
Jovovich y su compañera supermodelo Carmen Hawk lanzaron una línea de ropa llamada Jovovich-Hawk en 2003. La pareja inauguró un showroom en Greenwich (Nueva York) el 13 de septiembre de 2005, y la línea se prolongó durante cuatro años. La línea Jovovich-Hawk tuvo muchos de los vestidos diseñados por el diseñador jefe Gerardo Reyes, la más aclamada por la crítica fue su tercera colección. El taller tiene su sede en Los Ángeles, pero las piezas se podían encontrar en Fred Segal en Los Ángeles, Harvey Nichols, y más de 50 tiendas en todo el mundo. Vogue le ha elogiado la línea «estatus de culto de chica de ciudad que la mayoría de los diseñadores pasan años tratando de lograrlo».
En noviembre de 2006, el Consejo de Diseñadores de Moda de América (CFDA) y US Vogue nominaron a Jovovich-Hawk para el CFDA/Vogue Fashion Fund Award. Jovovich-Hawk fue nominada como finalista, aunque Doo-Ri Chung se llevó el primer premio. 
En 2007, Jovovich y Hawk diseñaron un traje para el personaje de Jovovich en Resident Evil: Extinction. Los pantalones de Alice, su personaje, son una variante de la 'Shorts Alice Star' de la colección de primavera de 2007. A finales de 2007, Jovovich-Hawk firmó un acuerdo para diseñar una colección de difusión de la campaña Go Target Internacional, siguiendo los pasos de Luella, Paul & Joe y Proenza Schouler.
A finales de 2008 Jovovich y Hawk, de mutuo acuerdo, pusieron fin al negocio debido a las crecientes demandas de su tiempo. Jovovich explicó, «soy un artista. No soy alguien que pueda hacer frente a las tarifas de envío y los impuestos».

## Presencia en los medios de comunicación
Jovovich ha sido conocida por su carrera como supermodelo, cantante y actriz. El canal de música VH1 se ha referido a ella como la «reina de la patada en el culo» por sus papeles en varias películas de acción y ciencia ficción. Rebecca Flint Marx de Allmovie dijo que a pesar de la respuesta negativa de la crítica a las películas de Resident Evil, la franquicia ha convertido a Jovovich en «una estrella de la lista de películas de acción». Sus papeles de acción le han dado un geek después de que MTV dijo que estaba «el sueño de cualquier Geek's Girl».
En 2004 Jovovich se clasificó en la 69.ª posición en la Top 100 Hot List de la revista Maxim, en la 82.ª en 2005 y la 21.ª en 2010. También Maxim la nombró 11.ª en su lista de Hottest Nerd Crushes. En 2008, se clasificó 90.ª en Top 99 Women de Ask Men.

## Vida personal
Jovovich actualmente reside en Los Ángeles y en Nueva York. 
Jovovich se casó con Shawn Andrews en 1992, a quien conoció durante el rodaje de Dazed and Confused. Andrews tenía 21 años, mientras que Jovovich tenía 16; el matrimonio fue anulado por su madre dos meses después. Poco después de la anulación, Jovovich se trasladó a Londres con su amigo y músico Chris Brenner, donde comenzó a vivir con Stuart Zender exbajista de Jamiroquai, desde 1994 a 1995. De 1995 a 1997, mantuvo una relación con Mario Sorrenti. En Las Vegas, se casó con el director de El quinto elemento, Luc Besson, en 1998, divorciándose un año más tarde. 
Entre 1998 y 2001, se hizo amiga del joven poeta y músico, Anno Birkin, y fueron cada uno tras la inspiración detrás de muchas de sus composiciones. A Jovovich se le relacionó con Birkin justo antes de su muerte en un accidente de coche. También tuvo una relación con el guitarrista de los Red Hot Chili Peppers, John Frusciante.
El 3 de noviembre de 2007 dio a luz a su primera hija, Ever Gabo Anderson, fruto de su relación con el cineasta inglés Paul W. S. Anderson, con quien contrajo matrimonio el 22 de agosto de 2009, habiéndose conocido durante el rodaje de Resident Evil. 
El 19 de agosto de 2014, la actriz anuncio en su cuenta de Facebook que se encontraba esperando a su segundo bebe con Anderson. Su hija Dashiel Edan Anderson nació el 1 de abril de 2015.
En agosto de 2019 confirmó que está embarazada de su tercera hija tras haber sufrido un aborto espontáneo dos años antes. Su hija Osian Lark Elliot Jovovich-Anderson nació el 3 de febrero de 2020.
Milla Jovovich es trilingüe, pues habla ruso, inglés y francés.

## Discografía

### Álbumes de estudio
- The Divine Comedy (1994)

### Sencillos
- Electric Sky (2012)
- Let You Go (2013)

| Año  | Álbum | Posiciones en las listas | Ventas               |
| Año  | Álbum | Reino Unido              | Ventas               |
| ---- | --- | ------------------------ | -------------------- |
| 1994 | The Divine Comedy - Primer álbum de estudio - Lanzamiento: 5 de abril de 1994 - Grabado: 1993 - Discográfica: SBK/EMI - Productores: Rupert Hine, Richard Feldman - Género: folk rock, alternative rock, soft rock | 57                       | - Reino Unido: 2000+ |

### Álbum no autorizado por Jovovich
| Año  | Álbum | Posiciones en las listas | Ventas             |
| Año  | Álbum | Reino Unido              | Ventas             |
| ---- | --- | ------------------------ | ------------------ |
| 1990 | The People Tree Sessions - Segundo álbum de estudio - Lanzamiento: no autorizado por Jovovich una vez puesto en el mercado - Grabación: 1997/1998 - Discográfica: SBK - Productores: Rupert Hine, Richard Feldman - Género: folk rock, rock alternativo, soft rock | ---                      | - Reino Unido: --- |

## Filmografía

### Cine
| Año  | Película                                            | Papel                   | Notas                                                                                         |
| ---- | --------------------------------------------------- | ----------------------- | --------------------------------------------------------------------------------------------- |
| 1988 | Two Moon Junction                                   | Samantha Delongpre      | Primer papel                                                                                  |
| 1991 | Regreso al lago azul                                | Lilli Hargrave          |                                                                                               |
| 1992 | Kuffs                                               | Maya Carlton            |                                                                                               |
| 1992 | Chaplin                                             | Mildred Harris          | Aparece junto a Robert Downey Jr.                                                             |
| 1993 | Dazed and Confused                                  | Michelle Burroughs      | Aparece junto a Ben Affleck y Matthew McConaughey                                             |
| 1997 | El quinto elemento                                  | Leeloo                  | Aparece junto a Bruce Willis y Gary Oldman                                                    |
| 1998 | He Got Game                                         | Dakota Burns            | Aparece junto a Denzel Washington                                                             |
| 1999 | Juana de Arco                                       | Juana de Arco           | Aparece junto a John Malkovich y Dustin Hoffman                                               |
| 2000 | El hotel del millón de dólares                      | Eloise                  | Aparece junto a Mel Gibson                                                                    |
| 2000 | The Claim                                           | Lucía                   |                                                                                               |
| 2001 | Zoolander                                           | Katinka                 | Aparece junto a Ben Stiller, Owen Wilson, Will Ferrell y John Voight                          |
| 2002 | Resident Evil                                       | Alice Abernathy         | Aparece junto a Michelle Rodriguez, Eric Mabius, James Purefoy, Colin Salmon                  |
| 2002 | No Good Deed (Sin motivo aparente), de Bob Rafelson | Erin                    |                                                                                               |
| 2002 | You Stupid Man                                      | Nadine                  |                                                                                               |
| 2003 | Dummy                                               | Fangora                 |                                                                                               |
| 2004 | Resident Evil: apocalipsis                          | Alice Abernathy         | Aparece junto a Sienna Guillory, Jared Harris, Oded Fehr, Thomas Kretschmann, Sandrine Holt   |
| 2005 | Trailer for a Remake of Gore Vidal's Caligula       | Julia Drusila           | Cortometraje                                                                                  |
| 2006 | Ultraviolet                                         | Violet Song Jat Shariff |                                                                                               |
| 2006 | .45                                                 | Kat                     |                                                                                               |
| 2007 | Resident Evil: Extinction                           | Alice Abernathy         | Aparece junto a Ali Larter, Oded Fehr, Iain Glen, Spencer Locke                               |
| 2008 | Palermo Shooting                                    | Ella Misma              | Sin acreditar                                                                                 |
| 2009 | A Perfect Getaway                                   | Cydney                  | Aparece junto a Chris Hemsworth, Steve Zahn, Timothy Olyphant, Kiele Sánchez y Marley Shelton |
| 2009 | The fourth kind                                     | Dra. Abigail Tyler      |                                                                                               |
| 2010 | Blood Into Wine                                     | Ella Misma              | Documental                                                                                    |
| 2010 | Stone                                               | Lucetta Cresson         | Aparece junto a Robert De Niro y Edward Norton                                                |
| 2010 | Resident Evil: Afterlife                            | Alice Abernathy         | Aparece junto a Ali Larter, Wentworth Miller, Shawn Roberts, Boris Kodjoe y Kim Coates        |
| 2011 | Vykrutasy                                           | Nadya                   | Cine ruso                                                                                     |
| 2011 | Dirty Girl                                          | Sue-Ann                 |                                                                                               |
| 2011 | Los tres mosqueteros                                | Milady de Winter        |                                                                                               |
| 2011 | Faces in the Crowd                                  | Anna Marchant           | Productora ejecutiva                                                                          |
| 2011 | Bringing Up Bobby                                   | Olive                   | Dirigido, escrito y producido por Famke Janssen                                               |
| 2012 | Resident Evil: Retribution                          | Alice Abernathy         | Aparece junto a Sienna Guillory, Michelle Rodriguez, Li Bingbing, Johann Urb                  |
| 2015 | Cymbeline                                           | Reina                   |                                                                                               |
| 2015 | Survivor                                            | Kate Abott              |                                                                                               |
| 2015 | Savva.Serdtse Voina                                 | Savva (Voz)             | Película Animada                                                                              |
| 2015 | In The Lost Lands                                   | Gray Alys               |                                                                                               |
| 2016 | Zoolander 2                                         | Katinka                 |                                                                                               |
| 2017 | Resident Evil: The Final Chapter                    | Alice Abernathy         | Aparece junto a Ruby Rose, Iain Glen                                                          |
| 2017 | Shock and Awe                                       | Vlatka                  |                                                                                               |
| 2018 | Future World                                        | The Druglord            |                                                                                               |
| 2018 | The Rookies                                         | Senior Agent Bruce      |                                                                                               |
| 2019 | Hellboy                                             | Reina Sangrienta        |                                                                                               |
| 2019 | Paradise Hills                                      | La Duquesa              |                                                                                               |
| 2020 | Monster Hunter                                      | Natalie Artemis         |                                                                                               |
| 2024 | Breathe                                             | Tess                    |                                                                                               |

### Televisión
| Año  | Programa                  | Papel                             | Notas          |
| ---- | ------------------------- | --------------------------------- | -------------- |
| 1988 | Night Train to Kathmandu  | Lily McLeod                       | (TV)           |
| 1988 | Paradise                  | Katie                             | 1 episodio     |
| 1989 | Married... with Children  | Yvette                            | 1 episodio     |
| 1990 | Parker Lewis nunca pierde | Robin Fecknowiths                 | 1 episodio     |
| 2002 | King of the Hill          | Serena Shaw                       | Voz/1 episodio |
| 2004 | Cirque du soleil Solstrom | (Cameo)                           | 1 episodio     |
| 2009 | Project Runway            | Ella misma                        | 1 episodio     |
| 2016 | Lip Sync Battle           | Ella misma                        | 1 episodio     |
| 2018 | Robot Chicken             | Nanny McPhee/Megan Hipwell/Mintie | Voz/1 episodio |

### Videojuegos
| Año  | Videojuego        | Personaje       | Nota |
| ---- | ----------------- | --------------- | ---- |
| 1998 | The Fifth Element | Leeloo de Sabat | Voz  |

### Videos musicales
| Año  | Canción             | Artista       |
| ---- | ------------------- | ------------- |
| 1998 | If You Can't Say No | Lenny Kravitz |
| 2013 | I Wanna Be a Warhol | Alkaline Trio |
| 2018 | Withorwithout       | Parcels       |

## Premios

### Academia de Ciencia Ficción, Fantasía y Películas de Horror
| Año  | Categoría               | Película           | Resultado |
| ---- | ----------------------- | ------------------ | --------- |
| 2003 | Mejor actriz            | Resident Evil      | Candidata |
| 1998 | Mejor actriz de reparto | El quinto elemento | Candidata |

### Blockbuster Entertainment Awards
| Año  | Categoría                  | Película           | Resultado |
| ---- | -------------------------- | ------------------ | --------- |
| 1998 | Actriz revelación favorita | El quinto elemento | Candidata |

### Festival de Cine de Hollywood
| Año  | Categoría    | Película | Resultado |
| ---- | ------------ | -------- | --------- |
| 2010 | Mejor actriz | Stone    | Ganadora  |

### MTV Movie Awards
| Año  | Categoría                                                                 | Película           | Resultado |
| ---- | ------------------------------------------------------------------------- | ------------------ | --------- |
| 1998 | Mejor pelea (durante la pelea entre Milla Jovovich y los extraterrestres) | El quinto elemento | Candidata |

### Golden Raspberry Awards
| Año  | Categoría                              | Película                   | Resultado |
| ---- | -------------------------------------- | -------------------------- | --------- |
| 2013 | Premio Razzie a peor actriz            | Resident Evil: Retribution | Candidata |
| 2000 | Premio Razzie a peor actriz            | Juana de Arco              | Candidata |
| 1997 | Premio Razzie a peor actriz de reparto | El quinto elemento         | Candidata |
| 1992 | Premio Razzie a peor nueva estrella    | Regreso al lago azul       | Candidata |

### Teen Choice Awards
| Año  | Categoría                    | Película             | Resultado |
| ---- | ---------------------------- | -------------------- | --------- |
| 2012 | Actriz de película de acción | Los tres mosqueteros | Candidata |

### Young Artist Awards
| Año  | Categoría                          | Película             | Resultado |
| ---- | ---------------------------------- | -------------------- | --------- |
| 1992 | Mejor actriz joven en una película | Regreso al lago azul | Candidata |

## Desfiles
- Fashion Fest - Liverpool México (2013) [25]